# 依光好秋
依光 好秋（よりみつ よしあき、1894年8月29日 - 1968年1月10日）は、日本のジャーナリスト・政治家。衆議院議員総選挙に通算3回当選した。

## 来歴・人物
依光重義の三男として高知県幡多郡奥内村（現・大月町）泊浦に生まれた。芳の沢小学校を卒業した後弘見小学校高等科に入学、同校卒業後は高知県立第三中学校（現・高知県立中村中学校・高等学校）に入学した。県立三中の4年次を修了後専修大学政治経済科に入学し、同大学卒業後読売新聞社に入社し、のちに同社政治部長に就任した。1927年12月に時の内閣総理大臣・田中義一の内閣書記官長だった鳩山一郎らに認められ、朝鮮総督・山梨半造の秘書官に就任。だが山梨の側近らと意見が合わず秘書官を辞して帰郷。1932年の第18回衆議院議員総選挙に故郷の旧高知2区から立憲政友会公認で立候補し初当選。4年後の第19回衆議院議員総選挙では次点に終わったが、1937年の第20回衆議院議員総選挙で2度目の当選を果たした。1939年の政友会分裂に際しては鳩山や久原房之助らとともに正統派に与した。政党解消後は翼賛議員同盟に所属し、1942年の第21回衆議院議員総選挙では翼賛政治体制協議会の推薦候補として当選。その後は翼賛政治会・大日本政治会に所属した。また外務参与官、陸軍参与官も歴任し、終戦後は東久邇宮内閣の政治顧問を務めた。
終戦後の政党復活に際しては、旧政友会正統派時代に依光が党内でも久原に近かったことから旧政友会正統派内の鳩山系議員が中心となって結党した日本自由党にも旧日政会所属議員が結党した日本進歩党にも参加せず、依光と同じく久原系の岡田忠彦・津雲国利・西村茂生・肥田琢司・東条貞・松浦伊平らとともに無所属を貫くとみられたが、依光は旧久原系の議員らと袂を分かち進歩党の結党に参加した。日政会を母胎にしたとはいえ進歩党所属議員の大半は政党解消以前は立憲民政党・政友会革新派・政友会統一派に所属しており、政友会正統派に所属していた議員で進歩党結党に参加した者は依光以外では猪野毛利栄・西川貞一・綾部健太郎・高畠亀太郎・中井一夫・三善信房の6名のみである。また依光と同じく戦前政友会正統派に所属していた三土忠造は進歩党と連携し、進歩党が与党となった幣原内閣にも入閣したが、進歩党の結党自体には参加しなかった。なおこの時依光と袂を分かった旧久原系議員の岡田・津雲・西村・肥田・東条・松浦らは旧護国同志会所属議員や旧翼壮議員同志会所属議員らとともに院内会派の無所属倶楽部を結成した。
翼賛選挙で推薦候補だったため公職追放。追放解除後は日本再建連盟の常任理事となり、1952年の第25回衆議院議員総選挙では再建連盟公認で旧高知県全県区から出馬したが次点に終わった。1955年の第27回衆議院議員総選挙では日本民主党公認で、1958年の第28回衆議院議員総選挙では無所属で出馬するもともに落選し、政界から引退した。
政治活動の傍ら母校・専修大学の専務理事・理事長も務めた。